# Nozeba emarginata
Nozeba emarginata är en snäckart som först beskrevs av Hutton 1885.  Nozeba emarginata ingår i släktet Nozeba och familjen Iravadiidae. Inga underarter finns listade i Catalogue of Life.